# Оксановка
Окса́новка (каз. Оксановка) — село у складі Астраханського району Акмолинської області Казахстану. Входить до складу Кизилжарського сільського округу.
Населення — 312 осіб (2021; 363 у 2009, 575 у 1999, 658 у 1989).
Національний склад станом на 1989 рік:
- німці — 47 %;
- українці — 29 %.